# 拉比戈蒂耶尔
拉比戈蒂耶尔（法語：La Bigottière，法語發音：[la biɡɔtjɛʁ]）是法国马耶讷省的一个市镇，属于拉瓦勒区。

## 地理
拉比戈蒂耶尔（48°13'7"N, 0°47'56"W）面积18.4 平方千米，位于法国卢瓦尔河地区大区马耶讷省，该省份为法国西北部内陆省份，北起芒什省和奧恩省，西接伊勒-维莱讷省，南至曼恩-卢瓦尔省，东临萨尔特省。
与拉比戈蒂耶尔接壤的市镇（或旧市镇、城区）包括：阿莱克桑、昂杜耶、沙扬、普拉塞、圣日尔曼当克叙尔、圣日耳曼勒纪尧姆。

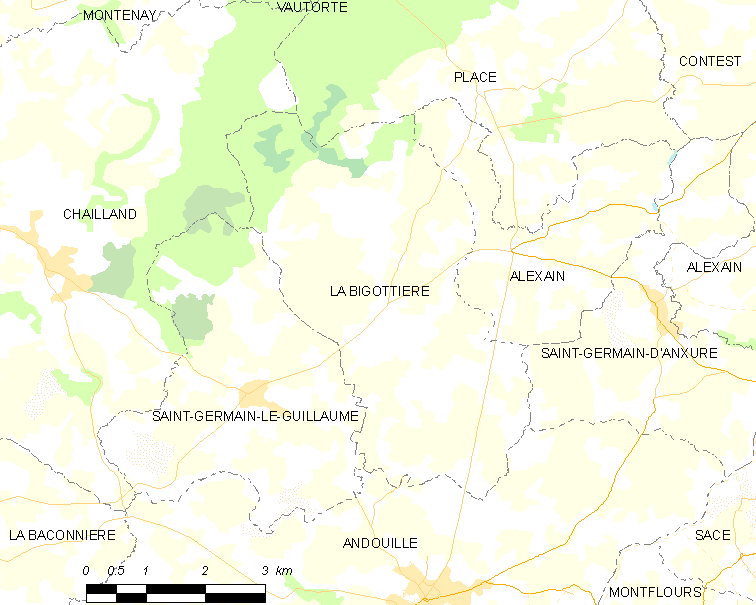
拉比戈蒂耶尔的OSM定位图

拉比戈蒂耶尔的时区为UTC+01:00、UTC+02:00（夏令时）。

## 行政
拉比戈蒂耶尔的邮政编码为53240，INSEE市镇编码为53031。

## 政治
拉比戈蒂耶尔所属的省级选区为埃尔内县。

## 人口

1962-2008年间拉比戈蒂耶尔人口变化图示

拉比戈蒂耶尔于2022年1月1日时的人口数量为490人。